# Oeblitzschleuse
Die Oeblitzschleuse ist eine denkmalgeschützte Schleuse an einem Schleusenkanal der Saale in der Gemeinde Schönburg im Burgenlandkreis in Sachsen-Anhalt (Deutschland). Die Gemeinde gehört der Verbandsgemeinde Wethautal an. Im örtlichen Denkmalverzeichnis ist das Bauwerk unter der Erfassungsnummer 094 84391 als Baudenkmal verzeichnet.

## Geschichte
Die Nutzung der Saale für Güter- oder Personentransporte ist seit 981 urkundlich belegt. In Chroniken der Saaleschifffahrt wird berichtet, dass bereits in der zweiten Hälfte des 14. Jahrhunderts das Wasser des Flusses Saale angestaut wurde. Die angestaute Wassermenge wurde zum Betrieb von Mühlen bzw. zum Flößen genutzt. Das erste Handwerk in Bernburg, worüber berichtet wurde, war eine Mühle an der Saale. Am 21. Oktober 1530 erteilte Kaiser Karl V. dem Erzstift Magdeburg das Privileg der freien Schifffahrt auf der Saale und die Erlaubnis den Fluss auszubauen. Erste hölzerne Schleusen dienten den Schiffern zur Bewältigung des Frachtverkehrs. Ab dem Jahre 1790 wurde die Saaleschifffahrt weiter ausgebaut. Der Kurfürst von Sachsen, Friedrich August III. ordnete an, die obere Saale und die Unstrut schiffbar zu machen. Die Oeblitzschleuse wurde im Rahmen des Großprojektes der Schiffbarmachung von der Saale bis zur Unstrut gebaut. Die Fertigstellung der Schleuse war in den 1790er Jahren.

## Beschreibung
Die Oeblitzschleuse ist eine Kammerschleuse mit schrägen Kammerwänden. Zum Verschließen der Schleusenkammer dienen Stemmtore, die über Torstangen und einem mechanischen Antrieb geöffnet und geschlossen werden. Die Schleuse war zugelassen für Schiffe bis zu einer Länge von etwa 47 Metern, was dem heute nicht mehr gebräuchlichen Unstrutmaß entspricht. Da der Fluss hier keine Bundeswasserstraße mehr ist, steht die touristische Nutzung im Vordergrund. Wassersportler mit Booten bis zu einem Meter Tiefgang sollen hier die Saale noch befahren können.

## Sanierung
Im Juli 2021 wurde die Schleuse wegen nicht mehr standsicherer Böschungen aus Sicherheitsgründen gesperrt. Deshalb müssen Boote um die Schleuse herumgetragen werden. An der Schleuse ist erkennbar, dass Teile des Betons abgeplatzt sind und Stahlteile freiliegen. Für die Sanierung der Schleuse sind etwa eine Million Euro eingeplant. Die Sanierung wird sechseinhalb Monate dauern und soll 2022 beginnen.
- Siehe auch: Liste der Schleusen der Saale